# 埒
| ウィキペディアには「埒」という見出しの百科事典記事はありません（タイトルに「埒」を含むページの一覧/「埒」で始まるページの一覧）。 代わりにウィクショナリーのページ「埒」が役に立つかもしれません。 |